# Kanton Boulogne-Billancourt-2
Kanton Boulogne-Billancourt-2 is een kanton van het Franse departement Hauts-de-Seine. Het werd opgericht bij decreet van 24 februari 2014, met uitwerking in maart 2015.

Kanton Boulogne-Billancourt-2 maakt deel uit van het arrondissement Boulogne-Billancourt en telt 76.034 inwoners in 2017. 

## Gemeenten
Het kanton Boulogne-Billancourt-2 omvat :
- het zuidelijk deel van de gemeente Boulogne-Billancourt
- de volledige gemeente Sèvres